# St. Peter Port
St. Peter Port (fra. Saint-Pierre Port) je grad i jedna od deset župa na otoku Guernsey u Kanalskim otocima. To je glavni grad Bailiwicka Guernseyja kao i glavna luka. Broj stanovnika u 2019. bio je 18.958.
St. Peter Port je gradić (koji lokalno stanovništvo obično naziva samo "gradom") koji se uglavnom sastoji od strmih uskih ulica i stepenica na padinama. Poznato je da je ovdje prije rimskog doba postojalo trgovište/grad s pretkršćanskim nazivom koji se nije sačuvao.
Župa se prostire na površini od 6,5 km2. Poštanski broj za adrese u župi počinje s GY1.
Ljudi iz St. Peter Porta nosili su nadimak "les Villais" (građani) ili "cllichards" u lokalnom dijalektu.

## Geografija
St. Peter Port se nalazi na istočnoj obali Guernseyja s pogledom na Herm i maleni Jethou. Daljnji kanal odvaja Guernsey od Sarka od okolnih otočića kao što je Brecqhou. U povoljnim vremenskim uvjetima, s nekih od najviših vidikovaca u gradu mogu se ugledati Normandijski dugi poluotok Cotentin i, na jugoistoku, Jersey. Župa graniči sa St. Sampsonom na sjeveru, Valeom na sjeverozapadu, St. Andrewom na zapadu i St. Martinom na jugu.
Ime najbližeg kanala je Little Russel, u kojem se nalazi toranj Bréhon;  kanal koji odvaja Sark se zove Big Russel. Oba su po širini manje od polovice najveće duljine Guernseyja i prošarane su obalnim stijenama i obalnim torenjevima sasvim blizu tih otoka, od kojih su neki usko potopljeni.
Reljef
Zemljište na sjeveru i uz luku je nizinsko, ali nije močvarno. Na jugu, zemlja postaje viša (ali ne tako visoka kao Sv. Martin ili Forest). Travnate, blago terasaste litice iza morskih bedema (uključujući izbočine) s drvećem na vrhu karakteriziraju južni dio obale (podzemni vojni muzej i povijesna baterija u polušumovitom Haveletu). Na sjeveru je izgrađeniji Admiral Park. Južno od grada nalazi se zaljev Havelet i obalna staza koja nakon 20-25 minuta hoda vodi do vrlo lijepog zaljeva Fermain.

## Klima
St. Peter Port ima oceansku klimu (Cfb) s blagim ljetima i hladnim zimama.
| Klimatološki srednjaci za St. Peter Port       | Klimatološki srednjaci za St. Peter Port | Klimatološki srednjaci za St. Peter Port | Klimatološki srednjaci za St. Peter Port | Klimatološki srednjaci za St. Peter Port | Klimatološki srednjaci za St. Peter Port | Klimatološki srednjaci za St. Peter Port | Klimatološki srednjaci za St. Peter Port | Klimatološki srednjaci za St. Peter Port | Klimatološki srednjaci za St. Peter Port | Klimatološki srednjaci za St. Peter Port | Klimatološki srednjaci za St. Peter Port | Klimatološki srednjaci za St. Peter Port | Klimatološki srednjaci za St. Peter Port |
| mjesec                                         | sij                                      | velj                                     | ožu                                      | tra                                      | svi                                      | lip                                      | srp                                      | kol                                      | ruj                                      | lis                                      | stu                                      | pro                                      | godina                                   |
| ---------------------------------------------- | ---------------------------------------- | ---------------------------------------- | ---------------------------------------- | ---------------------------------------- | ---------------------------------------- | ---------------------------------------- | ---------------------------------------- | ---------------------------------------- | ---------------------------------------- | ---------------------------------------- | ---------------------------------------- | ---------------------------------------- | ---------------------------------------- |
| srednji maksimum, °C                           | 8,7                                      | 8,4                                      | 10,0                                     | 12,6                                     | 14,8                                     | 17,6                                     | 20,0                                     | 19,5                                     | 18,3                                     | 15,4                                     | 11,9                                     | 10,1                                     | 13,9                                     |
| srednja dnevna temperatura, °C                 | 7,4                                      | 6,7                                      | 7,9                                      | 9,9                                      | 12,1                                     | 14,7                                     | 17,0                                     | 16,9                                     | 15,8                                     | 13,5                                     | 10,4                                     | 8,7                                      | 11,8                                     |
| srednji minimum, °C                            | 5,9                                      | 5,2                                      | 5,8                                      | 7,2                                      | 9,4                                      | 11,9                                     | 14,0                                     | 14,3                                     | 13,3                                     | 11,6                                     | 8,9                                      | 7,4                                      | 9,6                                      |
| oborine, mm                                    | 90,7                                     | 73,1                                     | 50,5                                     | 38,9                                     | 43,6                                     | 37,8                                     | 33,3                                     | 53,6                                     | 52,3                                     | 82,5                                     | 97,8                                     | 99,5                                     | 753,6                                    |
| oborine, dani                                  | 20,8                                     | 18,1                                     | 14,2                                     | 10,2                                     | 10,8                                     | 11,4                                     | 10,4                                     | 13,9                                     | 12,8                                     | 17,2                                     | 20,7                                     | 20,3                                     | 180,9                                    |
| Izvor: Guernsey Met Office 2018 Weather Report |                                          |                                          |                                          |                                          |                                          |                                          |                                          |                                          |                                          |                                          |                                          |                                          |                                          |

## Podjela
Luka Saint Peter je podijeljena na četiri kantona:
1. Kanton 1 ili Sjeverni kanton
2. Kanton 2 ili Kanton sjeverozapad
3. Kanton 3 ili Kanton jugozapad
4. Kanton 4 ili Kanton Jug

Osim toga, otoci Herm i Jethou pripadaju župi, ali nisu dio niti jednog kantona. Pripadaju izbornom okrugu Saint Peter Port South.

## Sport i slobodno vrijeme
St. Peter Port ima klub engleske istmijske lige, Guernsey FC, koji igra na Footes Laneu. Ragbi nogometni klub Guernsey također igra na Footes Laneu i natječe se u National League 3 London &amp; SE .

## Mediji
St. Peter Port pokriven je lokalnim televizijskim programima vijesti: BBC Channel Islands News i ITV News Channel TV. Dvije glavne radio postaje Guernseyja: BBC Radio Guernsey i Island FM nalaze se u gradu. Lokalne novine su Guernsey Press.

## Parkovi i vrtovi
Candie Gardens, nagrađivani obnovljeni viktorijanski vrt, sadrži kipove Victora Hugoa i kraljice Viktorije. Muzej Guernsey u Candieju i knjižnica Priaulx nalaze se unutar vrta.
Cambridge Park rekreacijski je park koji uključuje aveniju Churchill, 'pješačku aveniju s lisnatim stablima', nazvanu po Winstonu Churchillu i skate park. Župa je 2014. bila zlatna i pobjednička kategorija na natjecanju RHS Britain in Bloom, nakon čega je 2016. dobila još jednu zlatnu medalju.

## Glavne ceste
Sljedeće glavne ceste (navedene od sjevera prema jugu) osiguravaju važne veze između St Peter Porta i ostalih župa:
- Les Banques (vodi uz obalu do St Sampsona i sjevernog dijela otoka)
- Rohais (vodi do župe Castel )
- Mount Row (vodi do St Andrije i zapadnog dijela otoka)
- Ruette Brayes (vodi do St. Martina i južnog dijela otoka)
- Fort Road (vodi do St Martina )

Sljedeće obalne ceste (navedene od sjevera prema jugu) također su vrlo važne jer omogućuju pristup trgovinama, parkiralištima i luci:
- Esplanada Svetog Jurja
- Sjeverna Esplanada
- Južna Esplanada

## Politika
Luka Saint Peter sastoji se od dvije administrativne jedinice, južne luke St Peter i sjeverne luke St Peter.
Na općim izborima u Guernseyju 2016. u:
- St Peter Port South bilo je 2,068 ili 63% izlaznosti za izbor pet zastupnika
- St Peter Port North bilo je 2,639 ili 65% izlaznosti za izbor šest zastupnika.

## Značajne osobe
- Margaret Ann Neve – superstogodišnjakinja i najstarija žena na svijetu do smrti 1903.
- Sir Isaac Brock – general bojnik, "Heroj Gornje Kanade", rat 1812
- Matt Le Tissier, nogometaš
- Linda Martel, (1956.-1961.) iscjeliteljica
- Alison Merrien MBE, svjetska prvakinja u kuglanju u dvorani
- George Métivier, pjesnik
- Heather Watson, tenisačica, sportašica Tima GB i pobjednica Wimbledona
- Victor Hugo, francuski pisac, u egzilu u St-Peter Portu od 1855. do 1870.
- Cameron Chalmers, sportaš

## Vanjske poveznice
- Web stranica župne policije St. Peter Port
- Web stranica gradske crkve